# Comté de Marinette
Le comté de Marinette est un comté situé dans l'État du Wisconsin aux États-Unis. Son siège est Marinette. Selon le recensement de 2000, sa population était de 43 384 habitants.